# Friedrich Kasimir Medikus
Friedrich Kasimir Medikus (6 de gener 1736 - 15 de juliol 1808) va ser un prolífic botànic, metge i naturalista alemany.
Va ser conseller de regència a Baviera, director de la Universitat d'Heidelberg, i va dirigir el jardí botànic de Schwetzingen, i des de 1766 fins a la seua mort el botànic de Mannheim.
Va ser un observador extremadament minuciós, va corregir nombrosos errors presents en la classificació científica de Carl von Linné i va revisar parts significatives del Genera Plantarum.

## Obres seleccionades
- Una de les seues obres més cèlebres és Beiträge zur schönen Gartenkunst (Mannheim: Hof und akademische Buchhandlung, 1783), en què desenvolupa una teoria científica de la jardineria.
- Über Nordamerikanische Baume und Straucher, als Gegenstande der deutschen Fortwissenschaft und der schönen Gartenkunst (1792), on ofereix una tipologia detallada de nombroses espècies americanes poc estudiades fins aleshores i dona consells per al seu manteniment.
- Beiträge zur Kultur exotischer Gewäschse (1806), sobre el tema anterior.
- Geschichte periodischer Krankheiten (Karlsruhe, 1764) * Sammlung von Beobachtungen aus der Arzengwissenschaft (Zúrich, dos volums, 1764-1766, reeditat en 1776)
- Briefe an den Hern I.G. Zimmermann, über cinige Erfahrungen aus der Arznegwissenschaft (Mannheim, 1766)
- Sur les rechûtes et sur la contagion de la petite vérole, deux lettres de M. Medicus,... à M. Petit (Mannheim, 1767)
- Von dem Bau auf Steinkohlen (Mannheim, 1768) en línia
- Beiträge zur schönen Gartenkunst (Mannheim, 1782) en línia
- Botanische Beobachtungen (Mannheim, 1780-1784) en línia
- Über einige künstliche Geschlechter aus der Malven- Familie, denn der Klasse der Monadelphien (Mannheim, 1787) en línea
- Historia et Commentationes Academiae Electoralis Scientiarum et Elegantiorum Literarum Theodoro-Palatinae (1790)
- Pflanzen-Gattungen nach dem Inbegriffe sämtlicher Fruktifications-Theile gebildet... mit kritischen Bemerkungen (Mannheim, 1792) en línea
- Über nordamerikanische Bäume und Sträucher, als Gegenstände der deutschen Forstwirthschaft und der schönen Gartenkunst (Mannheim, 1792)
- Critische Bemerkungen über Gegenständen aus dem Pflanzenreiche (Mannheim, 1793) en línia
- Geschichte der Botanik unserer Zeiten (Mannheim, 1793) en línia
- Unächter Acacien-Baum, zur Ermunterung des allgemeinen Anbaues dieser in ihrer Art einzigen Holzart (Leipzig, quatre volums, 1794-1798) en línia
- Über die wahren Grundsäzze der Futterbaues (Leipzig, 1796).
- Beyträge zur Pflanzen-Anatomie, Pflanzen-Physiologie und einer neuen Charakteristik der Bäume und Sträucher (Leipzig, dos volums, 1799-1800)
- Entstehung der Schwämme, vegetabilische Crystallisation (Leyde, 1803)
- Fortpflanzung der Pflanzen durch Examen (Leyde, 1803) en línia
- Beiträge zur Kultur exotischer Gewächse (Leipzig, 1806)

## Epònim
- Medicusia Moench, 1794[2] Gènere d'asteràcies, el qual actualment s'anomena Picris.